# A Pobra do Caramiñal
A Pobra do Caramiñal est une commune de la province de La Corogne en Espagne située dans la communauté autonome de Galice.
Elle longe le Ria de Arosa